# Gianfrancesco Gambara

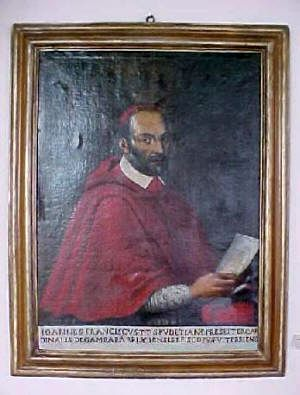
Kardinal Gianfrancesco Gambara

Giovanni Francesco Gambara, auch Gianfrancesco Gambara genannt (* 16. Januar 1533 in Brescia; † 5. Mai 1587 in Rom), war ein italienischer Bischof und Kardinal.

## Leben
Er stammte aus lombardischem Adel aus der Gegend von Brescia. Seine Mutter war in erster Ehe mit Ranuccio Farnese, einem Sohn Papst Pauls III., verheiratet gewesen, sein Vater war Brunoro Gambara. Nach dessen Tod heiratete seine Mutter Gilberto Borromeo, so dass Karl Borromäus Gianfrancescos Stiefbruder wurde. Um seine Erziehung kümmerte sich sein Onkel Kardinal Uberto Gambara. Er studierte weltliches und kirchliches Recht in Bologna und Padua und wurde zum Dr. iur. utr. (Doktor beider Rechte) promoviert. Die Farnese protegierten seine kirchliche Laufbahn. Zunächst war er in Spanien am Hof Kaiser Karls V. tätig, ab 1550 an der römischen Kurie als päpstlicher Sekretär unter Papst Julius III. und Papst Paul IV.
Papst Pius IV. erhob ihn im Konsistorium vom 26. Februar 1561 zum Kardinaldiakon. Am 10. März desselben Jahres verlieh der Papst ihm den Kardinalshut und die Titeldiakonie Santi Marcellino e Pietro. In den Jahren 1562 und 1563 nahm er am Konzil von Trient teil. Unter Pius V. wurde er 1566 zum Bischof von Viterbo ernannt. Die Bischofsweihe spendete ihm am 13. Oktober 1566 in der Sixtinischen Kapelle der Papst persönlich, Mitkonsekratoren waren die Kardinäle Giacomo Savelli und Niccolò Gaetano Sermoneta. In Viterbo gründete Kardinal Gambara ein Hospiz und ließ die Fassade der Kathedrale von Viterbo restaurieren, an der er sich durch eine Inschrift verewigen ließ. Er war ein Vertreter der katholischen Gegenreformation, Mitglied der Inquisitionskommission und führte Prozesse durch, die mit Todesstrafen endeten. Unter Papst Gregor XIII. Generalinquisitor, wirkte er maßgeblich in der Bücher-Zensur mit. Den Neubau des Palastes der Inquisition in Rom von 1569 ziert Gambaras Wappen, der Krebs (italienisch Gambero). Sein bedeutendstes Bauwerk ist die Villa Lante. 1576 verzichtete er auf das Bistum Viterbo, blieb aber im Besitz der Villa Lante. 1585 betrieb er maßgeblich die Wahl Papst Sixtus V.
Gianfrancesco Gambara starb 1587 und wurde ohne Grabstein unter dem Altar der Wallfahrtskirche Madonna della Quercia bei Viterbo beigesetzt.

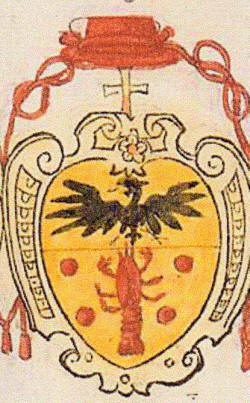
Wappen Gianfrancesco Gambaras
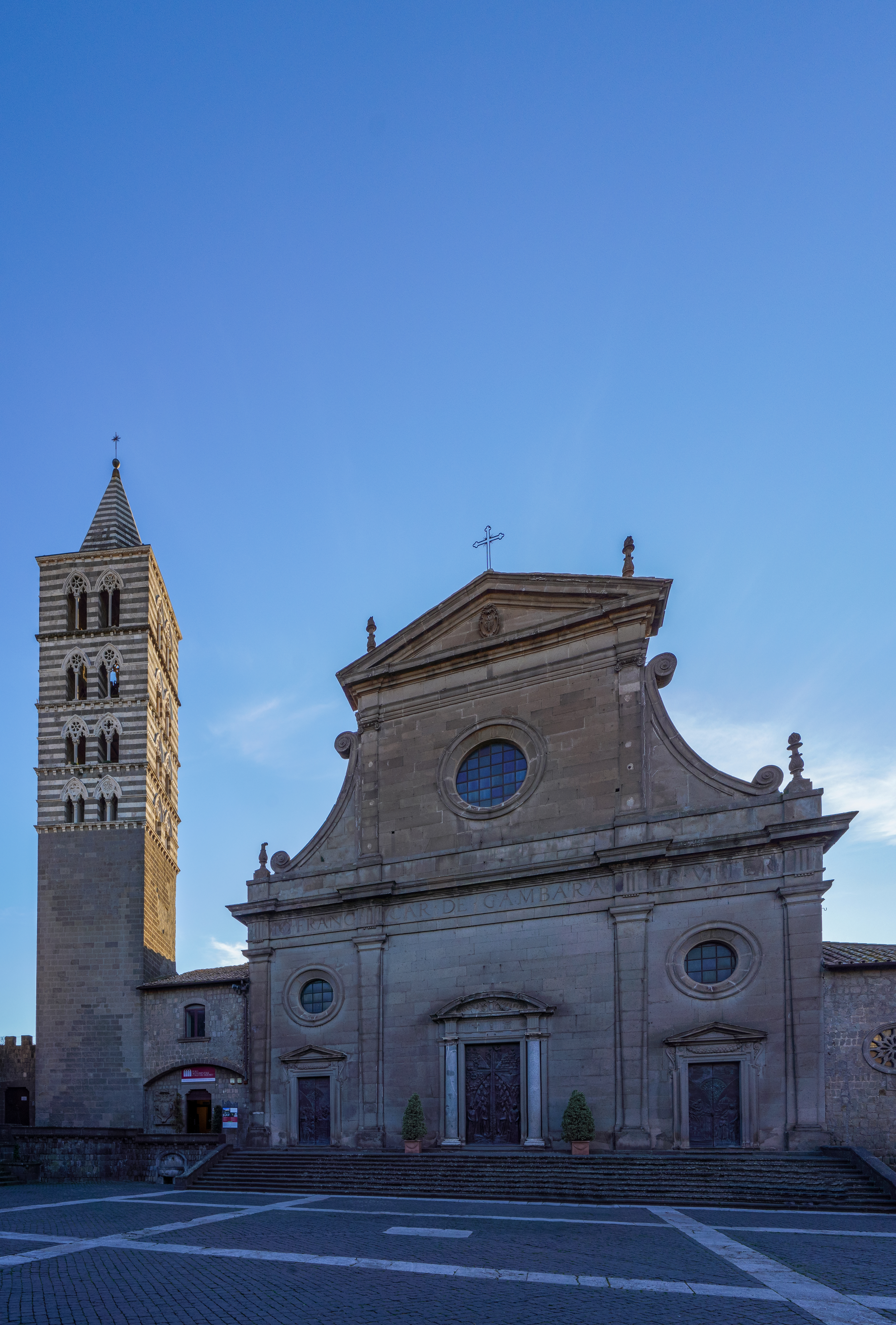
Fassade des Doms von Viterbo mit der Inschrift IOhannes FRANCiscus CARdinalis DE GAMBARA EPiscopus VITERbiensis
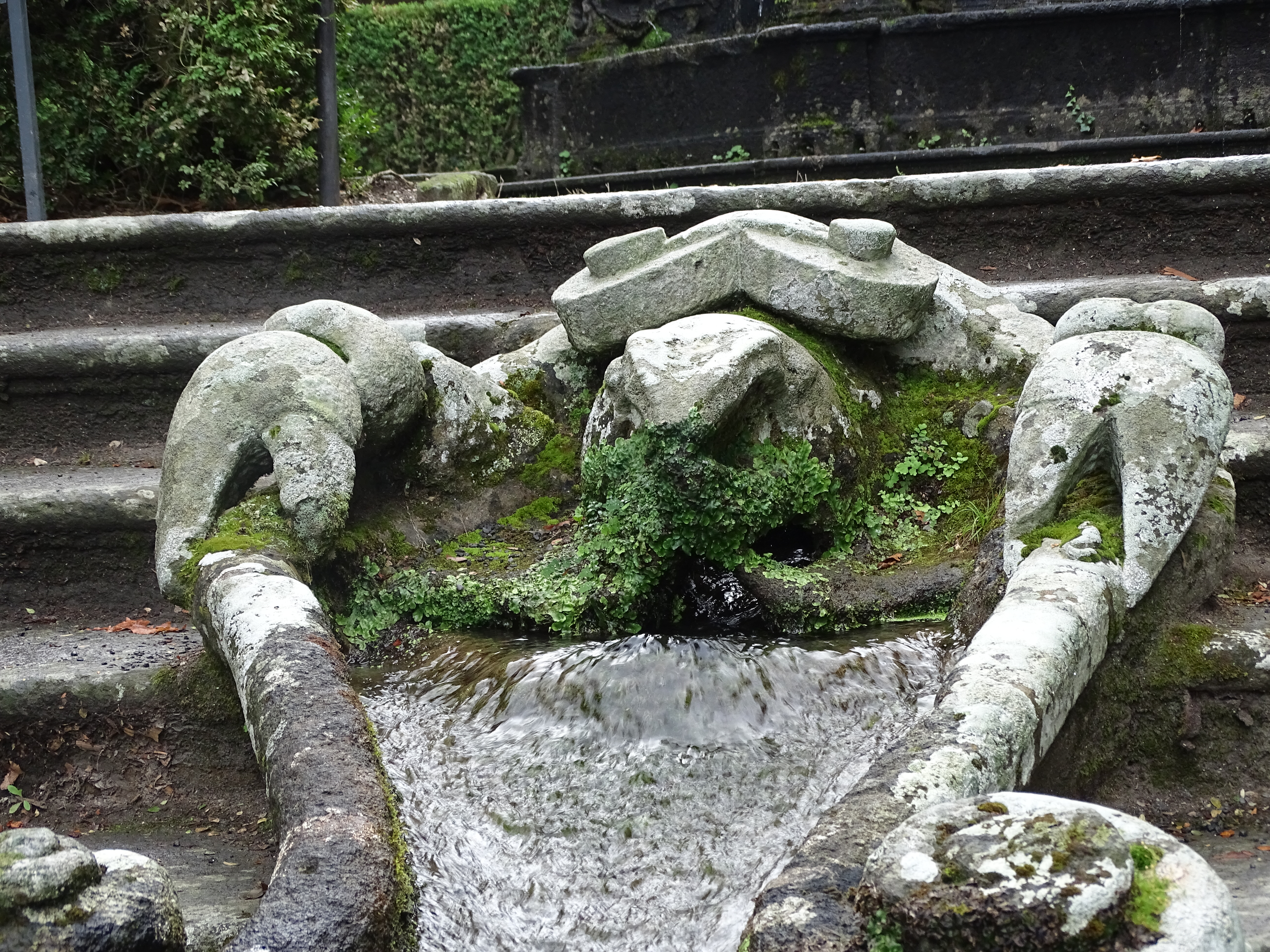
Krebs (italienisch Gambero) am Brunnen des Parks der Villa Lante